# Manchester (Tennessee)
Manchester is een plaats (city) in de Amerikaanse staat Tennessee, en valt bestuurlijk gezien onder Coffee County.

## Demografie
Bij de volkstelling in 2000 werd het aantal inwoners vastgesteld op 8294.
In 2006 is het aantal inwoners door het United States Census Bureau geschat op 9671, een stijging van 1377 (16,6%).

## Geografie
Volgens het United States Census Bureau beslaat de plaats een oppervlakte van
28,6 km², geheel bestaande uit land. Manchester ligt op ongeveer 320 m boven zeeniveau.

## Plaatsen in de nabije omgeving
De onderstaande figuur toont nabijgelegen plaatsen in een straal van 24 km rond Manchester.